# Kermt
Kermt is een deelgemeente van de Belgische stad Hasselt. In 1971 werd Spalbeek aan de gemeente toegevoegd en in 1977 werden zowel Spalbeek als Kermt deelgemeenten van Hasselt.

## Etymologie
Kermt werd voor het eerst genoemd in 1213, als Kermete. De oude spelling Kermpt werd nog tot in de 20e eeuw gebruikt. De naam zou kunnen zijn afgeleid van het Latijnse carmetum, dat haagbeuk betekent.

## Geschiedenis

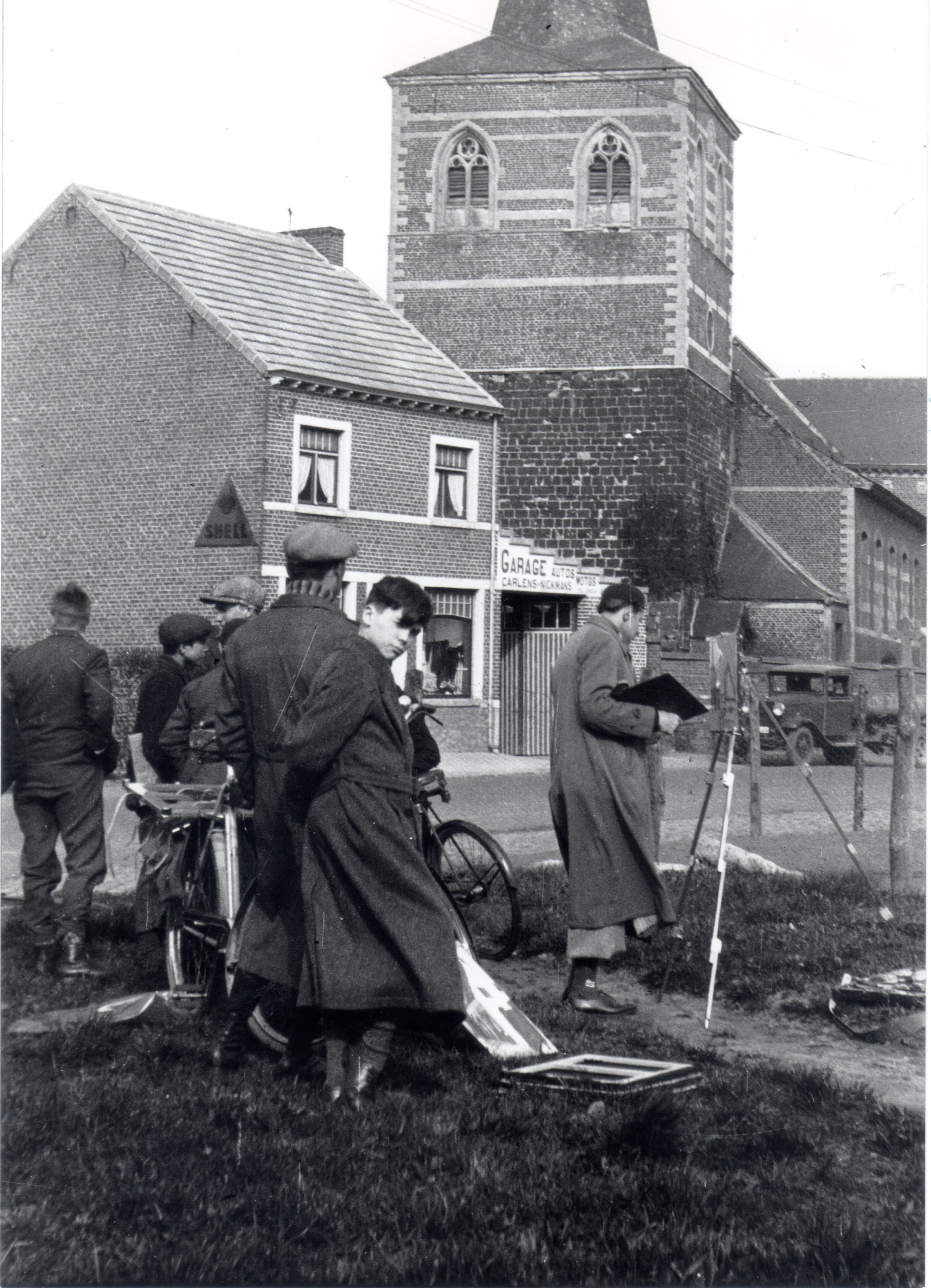
De schilder Jules Lismonde schilderend te Kermt, op 7 april 1936

Kermt was een Loonse heerlijkheid. Oorspronkelijk in bezit van de familie De Hardaemont, ging het in 1390 over op de familie De Berlemont en in 1603 op Van Stokkem. Nabij de kerk lag ook het laat-18e-eeuwse kasteel, dat later dienstdeed als gemeentehuis, maar gesloopt werd in de jaren 30 van de 20e eeuw om plaats te maken voor een plein.
In 1218 schonk Lodewijk III van Loon het patronaatsrecht en het tiendrecht van de parochiekerk aan de Abdij van Herkenrode. Deze parochie was een aanvankelijk een kwartkerk van de Sint-Quintinusparochie te Hasselt. De kerk te Spalbeek hing weer van de Kermtse kapel af, die echter in 1629 tot parochiekerk werd verheven.
De Slag bij Kermt, een episode uit de Tiendaagse Veldtocht, vond plaats op 8 augustus 1831. Hierbij leverden Belgische troepen slag met Hollandse troepen.
Oorspronkelijk was Kermt een straatdorp. Tegenover de kerk en het kasteel lagen enkele afspanningen ten behoeve van het verkeer tussen Hasselt en Diest. Vooral na de Tweede Wereldoorlog, in het bijzonder in de jaren 60 en 70 van de 20e eeuw, werden er veel woonwijken aangelegd en werd Kermt een forenzenplaats. Het kwam vastgebouwd te zitten aan de Kuringse wijk Tuilt.
Veel vakwerkboerderijen zijn verloren gegaan, maar enkele zijn nog behouden gebleven.

## Demografie

### Demografische ontwikkeling voor de fusie
- Bronnen:NIS, Opm:1831 tot en met 1970=volkstellingen

### Demografische ontwikkeling van de fusiegemeente
Alle historische gegevens hebben betrekking op de voormalige gemeente zoals ontstaan na de fusie met Spalbeek op 1 januari 1971.
- Bronnen:NIS, Opm:1831 tot en met 1970=volkstellingen; 1976 = inwoneraantal op 31 december

## Bezienswaardigheden

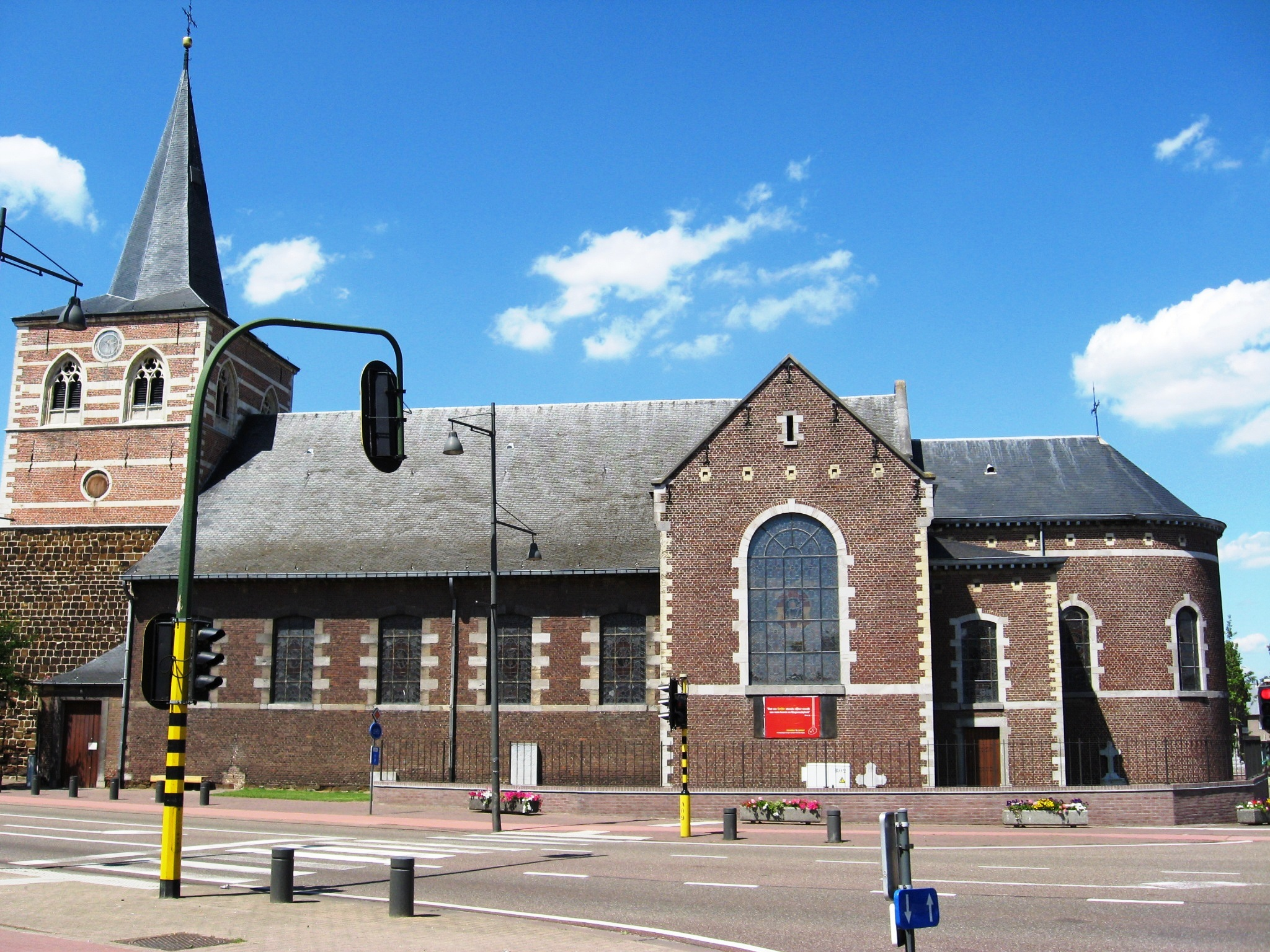
Onze-Lieve-Vrouw Tenhemelopnemingskerk

- Onze-Lieve-Vrouw-Tenhemelopnemingskerk
- Kapel Onze-Lieve-Vrouw-Troost der Kleine Kinderen

## Natuur en landschap
Kermt is gelegen op de overgang van Vochtig-Haspengouw naar de Kempen. Vooral langs de hoofdweg van Hasselt naar Diest kwam veel lintbebouwing tot stand, en ook verder breidde de verkaveling zich uit. Ten zuiden van Kermt ligt echter een afwisselend onbebouwd gebied met onder meer het Herkenrodebos, wat bestemd is voor natuur en recreatie.
Ten noorden van Kermt loopt de Demer in noordwestelijke richting. Er zijn vanuit Kermt tal van wandel- en fietsroutes uitgestippeld.

## Nabijgelegen kernen
Spalbeek, Tiewinkel, Kuringen, Stokrooie, Stevoort